# Pyongyang Touch
Das Pyongyang bzw. Pyongyang Touch (평양직할시 터치) ist ein Smartphone, welches 2014 in Nordkorea auf den Markt kam und wahrscheinlich vom chinesischen Unternehmen Uniscope produziert wird. Es ist benannt nach der Hauptstadt des Landes, Pjöngjang. Über die technischen Daten ist nicht viel bekannt, als Betriebssystem dient ein modifiziertes Android. Äußerlich ähnelt es dem IPhone 3G. Erhältlich ist es in den Farben Weiß, Pink und Blau. Da in Nordkorea einem Großteil der Einwohner der Zugang zum Internet verwehrt wird, besteht nur Zugang zum Intranet Kwangmyong. Es soll vor allem bei der jüngeren Bevölkerung beliebt sein.
Laut nordkoreanischen Medien war Kim Jong-un begeistert und lobte die Entwickler für „kreative Genialität und patriotischen Enthusiasmus“ und dass es schön sei, mit eigener Technik solche Geräte produzieren zu können. Es sollten Formen und Farben zum Einsatz kommen, die die Menschen mögen.